# Daniel Albarrán
Daniel Eduardo Albarrán Ruiz-Clavijo (24 de agosto de 1948) es un ingeniero, empresario, consultor y dirigente gremial chileno, colaborador del Gobierno del presidente Ricardo Lagos.
Cercano al Partido por la Democracia, estudió ingeniería civil industrial en la Pontificia Universidad Católica.
En la década de 1980 tuvo un cargo de segunda línea en el Banco del Desarrollo. Luego emigró y se convirtió en empresario en la entonces incipiente industria del salmón chilena.
Fue socio de la empresa Aguas Claras, que luego se fusionó con AquaChile, y gerente general de Antarfish. Tras presidir la asociación gremial del rubro, SalmonChile, en 1996-1997 y 1998-2000, asumió la Subsecretaría de Pesca por encargo de Lagos.
En 2002 le fue encargada la dirección ejecutiva del estatal Sistema de Empresas Públicas (SEP).
Dejó este cargo en 2005 para pasar a la gerencia general del Banco del Desarrollo, responsabilidad que abandonó luego de la toma de control por parte del canadiense Scotiabank.